# Ferdinand (mjesec)
Ferdinand (također Uran XXIV) je prirodni satelit planeta Uran, iz grupe vanjskih nepravilnih satelita, s oko 20 kilometara u promjeru i orbitalnim periodom od 2887.21 dana.